# Валенцов, Владислав Владимирович
Владислав Владимирович Валенцов (род. 15 сентября 1996, Тюмень) — российский хоккейный защитник.

## Биография
Владислав Валенцов родился в Тюмени. В детстве занимался сначала в тюменской школе «Газовик», а затем — в петербургской «Неве». В 2013 году на драфте юниоров КХЛ был выбран «СКА», после чего выступал в командах, входящих в систему клуба. С командой «СКА-Нева» дважды завоёвывал серебро чемпионата ВХЛ.
В декабре 2020 года пополнил состав ХК «Сочи» в рамках перехода в «СКА» шведа Мальте Стрёмвалля. Дебютировал в КХЛ 9 декабря 2020 года во встрече с командой «Куньлунь Ред Стар».